# MS Stockholm (1948)

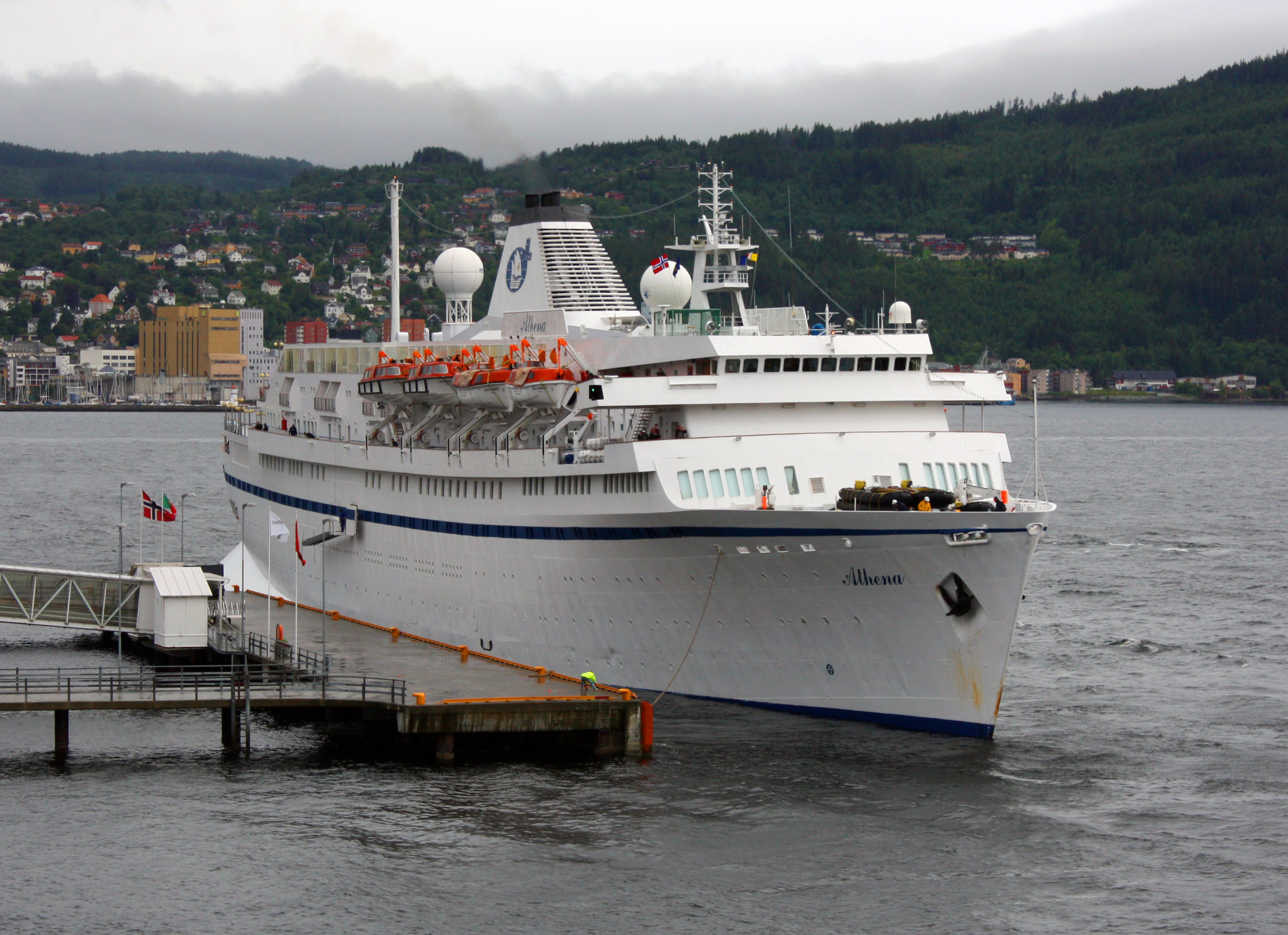

MS Stockholm  là một tàu du lịch Bồ Đào Nha. Con tàu có rất nhiều tên. Khi hạ thủy năm 1948,nó có tên Stockholm nhưng hiện lại có tên Azores. Tàu nặng 12,000 tấn. Nó từng va chạm với Andrea Doria.